# Peponidium arenesianum
Peponidium arenesianum är en måreväxtart som först beskrevs av Alberto Judice Leote Cavaco, och fick sitt nu gällande namn av Razafim., Lantz och Birgitta Bremer. Peponidium arenesianum ingår i släktet Peponidium och familjen måreväxter. Inga underarter finns listade i Catalogue of Life.